# Bauerbach (Turingia)
Bauerbach (Thüringen) este o comună din landul Turingia, Germania.